# Sur la planche
Sur la planche è un film del 2011 diretto da Leïla Kilani.
Il film ha esordito al Festival del cinema di Cannes. È stato premiato come miglior film all'Antalya Golden Orange Film Festival, ha ricevuto tre premi al Festival del cinema di Taormina 2011 e ha concorso al 22º Festival del cinema africano, d'Asia e America Latina di Milano 2012.

## Trama
Tangeri oggi, vista dalla parte di Badia e Imane, due ragazze che lavorano nella Zone franche al livello più basso, sono pulitrici di gamberetti e sognano di spostarsi nel settore tessile, un gradino più in alto nella gerarchia delle operaie. Dall'alba alla notte il loro ritmo di vita è sfrenato: quando smettono il camice da lavoro indossano i giubbetti di pelle e vanno a caccia di uomini da portare a letto e poi derubare. Sono ossessionate dal desiderio di cambiare vita e disposte a tutto pur di riuscirvi. Una notte di queste, nella villa di un boss della mala locale, incontrano altre due giovani squillo, Nawal e Asma e decidono di formare una banda di t'debarrates. Dopo le prime operazioni col consueto stile arriva la tentazione del colpo grosso: rubare da un deposito del boss uno scatolone pieno di iPhone. Tra indecisioni, colpi di testa e incidenti, il colpo segnerà la loro sorte per sempre.

## Critica
Primo film scritto e diretto da Leïla Kilani (regista marocchina, nata a Casablanca nel 1970), che precedentemente aveva diretto solo due documentari, il film risente evidentemente dell'origine documentaristica dell'autrice, approcciandosi alle vicende in chiaro taglio naturalista, in quasi totale assenza di musica extradiegetica e ben lontani dalla narrativa filmica americana. Il film risente in maniera inequivocabile degli stili di Francia e Marocco. Di francese ci sono le lunghe inquadrature dove, spesso, a ingombrare la scena sono i rumori della città, i piccoli gesti quotidiani, con la macchina da presa collocata ad altezza di personaggio e dove il tempo dell'azione è assai scarso, in favore di sequenze molto dilatate che, seppure troppo lente, comunicano bene allo spettatore il disagio della vita dei protagonisti. Retaggio francese sono anche le svariate riflessioni e i pensieri di Badia, esternati con la voce fuoricampo che rimbomba su scene di vita sparpagliate. Questi pensieri sono sostanzialmente il nocciolo del film, l'unico momento in cui un personaggio apparentemente forte come Badia rivela la sua estrema fragilità interiore. Stravagante in alcune azioni, viene scimmiottata da una sua amica in un'imitazione che sottolinea efficacemente la vita grottesca in cui puoi sprofondare in queste condizioni di vita. Il grande desiderio di Badia è trovare un modo per progredire, per cambiare, per mollare baracca e burattini e non dover più pulire gamberetti. L'idea iniziale è di passare al settore tessile, ma il grosso affare degli IPhone le suggerisce una possibilità di guadagno con cui poter cambiare vita, voltare pagina, andarsene per mai più tornare indietro. Se il film riesce bene a dare un'idea delle difficili condizioni di vita di queste lavoratrici, e quanto breve sia il passo verso la criminalità pur di sopravvivere, tutto il film sembra piuttosto orbitare intorno al significato del titolo: “Sur la planche”, ossia “sulla scheda”, “sul dossier”. Il concetto che Badia ripete perentoriamente, appunto, di non diventare schiava (“dopo un chilo, sei una schiava”), di non mescolarti tra le altre pulitrici. È, insomma, la storia di una ragazza che nella sua posizione ci sta scomoda, che cerca in tutti i modi di sfuggire alla cella in cui è costretta a vivere.
Il film però è davvero troppo documentaristico-naturalistico, i tempi morti sono eccessivi, non di rado le sequenze si spiegano male e lo spettatore fatica a cogliere certi passaggi e cambiamenti. Dal punto di vista narrativo, insomma, il film andrebbe riscritto, probabilmente accorciato. Le scelte registiche inoltre rendono la visione effettivamente difficile in quanto non impostano una grammatica tradizionale. Sovvertono la sintassi, spesso omettendo inquadrature o sequenze esplicative, col risultato di un prodotto mal riuscito. Particolarmente in difetto le sequenze notturne, che di buono hanno la sola sensazione claustrofobica. Per essere completamente vivido, inoltre, il film avrebbe dovuto mostrare l'adescamento di almeno un uomo, ma questo non viene praticamente mai mostrato, eccetto due scene in cui si vede i vari protagonisti ballare. Insomma, la sensazione è che la Kilani sia rimasta un po' troppo legata alle norme documentaristiche e non abbia saputo coniugarle bene a un approccio narrativo. Di grande impatto tuttavia la sequenza finale, con Imame che dà fuoco alla casa della rapina (quella con gli scatoloni pieni di IPhone). Un lunghissimo primo piano sul volto sconvolto di Imame, che sottovoce cerca di avvertire una volta, un po' incerta ed esitante, l'amica Badia nella doccia del pericolo delle fiamme. Il lungo primo piano prosegue, sospeso, col rumore della doccia a ingombrare la scena, il crepitare del fuoco appena udibile in lontananza, e sul volto di Imame si fa lentamente strada una lacrima. Dopo questa lunghissima sospensione, Imame fugge, lasciando l'amica Badia, ancora ignara, in trappola, sicura preda dell'incendio dilagante. Che è anche l'incendio che ha sempre bruciato dentro Badia e che già l'aveva uccisa, non l'incendio di Imame, che più volte vuole chiudere con questa piccola criminalità e che fugge, fugge dalle fiamme, fugge da tutto.

## Riconoscimenti
- 2011 - Festival del cinema di Taormina
  - Golden Tauro
  - Miglior Regia
  - Migliore Interpretazione
- 2011 - Antalya Golden Orange Film Festival
  - Miglior Film